# Gmunden Laakirchen Airport
Gmunden Laakirchen Airport (tyska: Flugplatz Gmunden Laakirchen) är en flygplats i Österrike.   Den ligger i distriktet Gmunden och förbundslandet Oberösterreich, i den centrala delen av landet, 190 km väster om huvudstaden Wien. Gmunden Laakirchen Airport ligger 501 meter över havet.
Terrängen runt Gmunden Laakirchen Airport är kuperad söderut, men norrut är den platt. Terrängen runt Gmunden Laakirchen Airport sluttar norrut. Närmaste större samhälle är Laakirchen, 4,7 km nordväst om Gmunden Laakirchen Airport. 
Trakten runt Gmunden Laakirchen Airport består till största delen av jordbruksmark. Runt Gmunden Laakirchen Airport är det ganska tätbefolkat, med 70 invånare per kvadratkilometer.